# Lesothische Fußballnationalmannschaft der Frauen
Die lesothische Fußballnationalmannschaft der Frauen ist die Frauenfußball-Nationalmannschaft des im südlichen Afrika gelegenen Königreichs Lesotho. Die Mannschaft bestritt ihr erstes Länderspiel 1998 und stand seitdem nur wenige Male auf dem Platz. Die Mannschaft konnte sich für keinen internationalen Wettbewerb bisher qualifizieren, nahm aber an verschiedenen Austragungen der regionalen COSAFA Women’s Championship teil.

## Internationale Erfolge

### Fußball-Weltmeisterschaft der Frauen
| 1991 V.R. China             | nicht teilgenommen |
| 1995 Schweden               | nicht teilgenommen |
| 1999 Vereinigte Staaten     | nicht teilgenommen |
| 2003 Vereinigte Staaten     | nicht teilgenommen |
| 2007 V.R. China             | nicht teilgenommen |
| 2011 Deutschland            | nicht teilgenommen |
| 2015 Kanada                 | nicht teilgenommen |
| 2019 Frankreich             | nicht teilgenommen |
| 2023 Australien/ Neuseeland | nicht teilgenommen |
| 2027 Brasilien              | nicht teilgenommen |

### Afrika-Cup der Frauen
| 1998 Nigeria           | nicht teilgenommen |
| 2000 Südafrika         | nicht teilgenommen |
| 2002 Nigeria           | nicht teilgenommen |
| 2004 Südafrika         | nicht teilgenommen |
| 2006 Nigeria           | nicht teilgenommen |
| 2008 Äquatorialguinea  | nicht teilgenommen |
| 2010 Südafrika         | nicht teilgenommen |
| 2012 Äquatorialguinea  | nicht teilgenommen |
| 2014 Namibia           | nicht qualifiziert |
| 2016 Kamerun           | nicht teilgenommen |
| 2018 Ghana             | nicht teilgenommen |
| 2020 nicht ausgetragen |                    |
| 2022 Marokko           | nicht teilgenommen |
| 2025 Marokko           | nicht teilgenommen |
| 2026 Marokko           | nicht teilgenommen |

### COSAFA Women’s Championship
| 2002 Simbabwe  | Vorrunde           |
| 2006 Sambia    | nicht teilgenommen |
| 2008 Angola    | nicht teilgenommen |
| 2011 Simbabwe  | 'Vorrunde          |
| 2017 Simbabwe  | Vorrunde           |
| 2018 Südafrika | Vorrunde           |
| 2019 Südafrika | nicht teilgenommen |
| 2020 Südafrika | Vorrunde           |
| 2021 Südafrika | nicht teilgenommen |
| 2022 Südafrika | Vorrunde           |
| 2023 Südafrika | Vorrunde           |
| 2024 Südafrika | Vorrunde           |